# 白田温泉
白田温泉（しらだおんせん）は、静岡県東伊豆町にある温泉。「しらた」と濁らないことも多いが、公式サイトによると「しらだ」と濁って表記している。
東伊豆に点在する中小規模の温泉地の一つで、白田川を隔てて、北東に片瀬温泉がある。また、同町内には東伊豆有数の温泉地である熱川温泉と稲取温泉があり、片瀬温泉とともにその中間に位置する。

## 泉質
- 食塩泉
  - 源泉温度は80～100度。

## 温泉街
町を流れる白田川西岸沿いの田園地帯に、源泉掛け流しを謳った10数軒の旅館が点在する。一方で、アクセス拠点の片瀬白田駅には親水公園が設けられ、周辺住民や観光客の憩いの場となっている。白田川は清流で知られ、中流～上流ではアマゴやアユなどが放流されている。また、西に天城山系の天城万二郎岳を望み、手付かずの原生林に覆われている。また、東に伊豆の海岸を望むなど自然に恵まれる。

## 歴史
古くは温泉熱を利用した寒天作りが盛んであった。1961年（昭和36年）に伊豆急行により片瀬白田駅が開設される。しかしながら、南北に熱川、稲取と大規模な温泉地が存在しており、また同駅が特急停車駅でないことから、そこまで大規模な発展を遂げなかった。その一方で、手付かずの自然が残された鄙びた温泉地として注目を浴びるようになり、熱川や稲取といったリゾート色の強い温泉地とは一線を画し、今日に至っている。

## アクセス
- 公共交通
  - 伊豆急行線・片瀬白田駅 下車すぐ。